# (11678) Brevard
(11678) Brevard est un astéroïde de la ceinture principale.

## Description
(11678) Brevard est un astéroïde de la ceinture principale. Il fut découvert le 25 février 1998 à Cocoa par Ian P. Griffin. Il présente une orbite caractérisée par un demi-grand axe de 2,46 UA, une excentricité de 0,17 et une inclinaison de 2,2° par rapport à l'écliptique.

## Compléments